# Gran Premio di Gran Bretagna 2024
Il Gran Premio di Gran Bretagna 2024 è stata la dodicesima prova della stagione 2024 del campionato mondiale di Formula 1. La gara si è tenuta domenica 7 luglio sul circuito di Silverstone ed è stata vinta dal britannico Lewis Hamilton su Mercedes, al centoquattresimo successo in carriera; Hamilton ha preceduto all'arrivo l'olandese Max Verstappen su Red Bull Racing-Honda RBPT e il connazionale Lando Norris su McLaren-Mercedes.
All'intero weekend di gara hanno assistito 480 000 spettatori, allora lo stesso numero record per il Gran Premio di Gran Bretagna sul circuito di Silverstone dell'edizione precedente del 2023. Il giorno della gara si registrano 164 000 presenze, per un nuovo record all'epoca sul circuito britannico.

## Vigilia

### Aspetti tecnici
Per questo Gran Premio la Pirelli, fornitore unico degli pneumatici, offre, alla luce delle caratteristiche tecniche del circuito, la scelta tra gomme di mescola C1, C2 e C3, le mescole più dure della gamma del genere di coperture messe a disposizione dall'azienda italiana. Fin dall'edizione 2019 del Gran Premio, l'azienda ha sempre stabilito la stessa tipologia di pneumatici per quest'appuntamento. Essa viene stabilita per la quarta volta in stagione dopo quanto già deciso nel Gran Premio del Bahrein, gara inaugurale del campionato, nel Gran Premio del Giappone e nel Gran Premio di Spagna.
La Federazione stabilisce le due tradizionali zone dove può essere utilizzato il Drag Reduction System, in uso dalla stagione 2011 quando il dispositivo mobile fu introdotto nella categoria. La prima zona è posta tra la curva 5 e la curva 6, con detection point fissato prima della curva 3. La seconda zona è posta tra la curva 14 e la curva 15, con punto per le determinazione del distacco fra piloti stabilito alla curva 11. Il circuito di Silverstone, durante la sola edizione 2018 del Gran Premio di Gran Bretagna, fu uno dei pochi circuiti in calendario a figurare tre zone per l'utilizzo dell'alettone mobile posteriore. La zona aggiuntiva fu posta sul rettilineo principale di partenza. La scelta fu tuttavia oggetto di dibattito, in quanto consentì ai piloti di tenere aperto il meccanismo nelle prime due curve, cosa che però non portò reali vantaggi, in termini di velocità, in quanto il minor carico aerodinamico con cui si affronta la prima curva rese difficile la percorrenza della seconda. Per motivi di sicurezza, a partire dall'edizione successiva della gara, la zona fu rimossa.
Rispetto all'edizione del 2023, il circuito è caratterizzato da alcune modifiche. Nuovo drenaggio alla curva 1 sul lato sinistro, tra la curva 5 e la curva 6, e tra la curva 14 e la curva 15, sempre sul lato sinistro. Il cordolo combinato alla curva 3 sul lato destro è stato rimosso, mentre quello alla curva 16 sul lato sinistro è stato sostituito con erba. Nuova ghiaia è stata installata alla curva 14 sul lato sinistro, mentre quella alla curva 15, sempre sul lato sinistro, è stata estesa di 6-8 metri verso il tracciato. La via di fuga d'asfalto alla curva 16 sul lato destro è stata ridotta a 1,7 metri e riempita di erba. L'aderenza dell'asfalto tra la curva 18 e la curva 1 sul lato sinitro è stata sostituita con erba. Una nuova barriera di pneumatici è stata installata sul lato destro alla curva 15 e alla curva 16 nella via di fuga. La linea bianca alle curve 9 e 15 sul lato sinistro è stata spostata più a sinistra per ridurre la distanza tra essa e la ghiaia a 1,5 metri. La linea bianca alle curve 11 e 17 sul lato sinistro è stata spostata più a sinistra per ridurre la distanza tra essa e la ghiaia a 1,8 metri. Il cordolo rosso è stato rimosso alle curve 11, 12 e 13 sul lato destro, e alla curva 16 sul lato sinistro.
La Federazione stabilisce che qualsiasi pilota che non percorre correttamente l'uscita della curva 18 vede il tempo sul giro e immediatamente quello successivo invalidato dai commissari sportivi. L'organo mondiale dell'automobilismo rende noto che al termine della gara del precedente Gran Premio d'Austria, tra le prime dieci vetture classificate è stata sorteggiata la McLaren di Oscar Piastri per le verifiche tecniche. Le ispezioni hanno riguardato tutti i sistemi utilizzati nello svolgimento di un pit stop. In particolare sono state eseguite procedure per validare la conformità con l'articolo 10.9.2 del regolamento tecnico. Tutti i componenti ispezionati sono risultati essere conformi al regolamento.
Prima dell'inizio della prima sessione di prove libere del venerdì, sulla vettura di Pierre Gasly viene installata la quinta unità relativa al motore a combustione interna, sulla vettura di Sergio Pérez, Daniel Ricciardo e Yuki Tsunoda la quarta unità, e sulla vettura di George Russell, Oscar Piastri, Lando Norris, Lance Stroll, Fernando Alonso, Logan Sargeant, Valtteri Bottas, Zhou Guanyu, Kevin Magnussen e Nico Hülkenberg la terza unità. Sulla vettura di Gasly viene installata la quinta unità relativa al turbocompressore, sulla vettura di Pérez, Ricciardo e Tsunoda la quarta unità, e sulla vettura di Russell, Piastri, Norris, Stroll, Alonso, Sargeant, Bottas, Zhou, Magnussen e Hülkenberg la terza unità. Sulla vettura di Gasly viene installata la quinta unità relativa all'MGU-H, sulla vettura di Pérez, Ricciardo e Tsunoda la quarta unità, e sulla vettura di Russell, Piastri, Norris, Stroll, Alonso, Sargeant, Bottas, Zhou, Magnussen e Hülkenberg la terza unità. Sulla vettura di Gasly viene installata la quinta unità relativa all'MGU-K, sulla vettura di Pérez, Ricciardo e Tsunoda la quarta unità, e sulla vettura di Russell, Piastri, Norris, Stroll, Alonso, Sargeant, Bottas, Zhou, Magnussen e Hülkenberg la terza unità. Sulla vettura di Gasly viene installata la quinta unità relativa unità di controllo elettronico. Sulla vettura di Gasly viene installata la sesta unità relativa all'impianto di scarico, sulla vettura di Pérez, Ricciardo e Tsunoda la quinta unità, sulla vettura di Bottas, Zhou e Hülkenberg la quarta unità, e sulla vettura di Piastri, Norris, Stroll, Alonso e Sargeant la terza unità. Tutti i piloti, ad eccezione di Gasly, non sono penalizzati sulla griglia di partenza in quanto i nuovi componenti installati rientrano tra quelli utilizzabili nel numero massimo stabilito dal regolamento tecnico. Il pilota francese dell'Alpine è costretto a partire dal fondo dello schieramento in quanto i primi cinque nuove componenti installati superano quelli utilizzabili nel numero massimo stabilito dal regolamento tecnico. Sulla vettura di Piastri e Norris viene installata la terza scatola del cambio e la terza trasmissione. Sulla vettura di Pérez la quarta trasmissione. Tutti e tre i piloti non sono penalizzati sulla griglia di partenza in quanto i nuovi componenti installati rientrano tra quelli utilizzabili nel numero massimo stabilito dal regolamento tecnico.

### Aspetti sportivi
Il Gran Premio rappresenta il dodicesimo appuntamento stagionale a distanza di una settimana dalla disputa del Gran Premio d'Austria, undicesima gara del campionato. È la prova di intermezzo del mondiale. Per la quarta volta in stagione, il calendario prevede una prova a distanza di una settimana dall'altra. Il campionato disputa per il terzo weekend di gara consecutivo un appuntamento previsto in Europa, il quinto complessivo della stagione nel vecchio continente. Il Gran Premio è la prima di tre prove totali calendarizzate nel mese di luglio, e la terza e ultima prova di un trittico di gare, il primo su tre totali in stagione, posto dopo la disputa dei precedenti Gran Premi di Spagna e di Austria. La disputa di tre Gran Premi per tre settimane consecutive avvenne, per la prima volta in assoluto nella storia della categoria, nel campionato 2018, in un'occasione, così come nel 2022 e 2023, e per tre volte ciascuno nel 2020 e 2021. Il Gran Premio viene disputato ininterrottamente nel mese di luglio dal 2021. Il campionato disputa un appuntamento sulla tipologia di tracciato permanente per il terzo weekend di gara consecutivo. Il contratto per l'inserimento della gara nel calendario mondiale, sempre sul circuito di Silverstone, è stato rinnovato nel mese di febbraio fino alla stagione 2034. Il Gran Premio è sponsorizzato per la prima volta dalla compagnia aerea di bandiera Qatar Airways. A questa edizione assistono 480 000 spettatori nel corso del weekend di gara, lo stesso numero record per il Gran Premio dell'edizione precedente del 2023. Il giorno della gara si registrano 164 000 presenze, per un nuovo record sul circuito di Silverstone.
Presente nel calendario del campionato mondiale di Formula 1 fin dall'edizione inaugurale del 1950 e valido quale prova della categoria dallo stesso anno, il Gran Premio di Gran Bretagna, insieme a quelli di Monaco, Svizzera, Belgio, Francia e Italia, compresa un'edizione della 500 Miglia di Indianapolis valida per il mondiale, fu una delle prove che caratterizzò il calendario dell'edizione inaugurale del mondiale di Formula 1. Il Gran Premio è l'unico, insieme a quello d'Italia, ad essere stato presente nel calendario del campionato mondiale fin dalla prima stagione del 1950. Esso vede la disputa della settantanovesimo edizione, la settantacinquesima valida per il mondiale. Sul circuito di Silverstone, sede attuale della gara, ebbe luogo il 13 maggio 1950 il primo Gran Premio di Formula 1 della storia, vinto dal pilota italiano Nino Farina su Alfa Romeo. Il circuito, lungo 5 861 metri, il quinto più lungo della stagione, ha ospitato il maggior numero di edizioni del Gran Premio, 57, su dieci diverse configurazioni, la cui la più recente uso dalla stagione 2010, ed è dietro solo all'Autodromo nazionale di Monza con 73, sede del Gran Premio d'Italia, e al circuito di Monaco con 70, sede del Gran Premio omonimo, per maggior numero di edizioni disputate. La griglia di partenza è collocata sull'Hamilton Straight dall'edizione 2011, nonostante la configurazione della pista in uso dal 2010. Nella stagione 2020, condizionata dalle problematiche dettate dalla pandemia di COVID-19, il circuito di Silverstone ospitò, oltre al tradizionale Gran Premio di Gran Bretagna, anche il Gran Premio del 70º Anniversario, aggiunto al calendario in sostituzione di altri numerosi Gran Premi annullati in precedenza a causa dell'emergenza sanitaria. Il Gran Premio di Gran Bretagna è stato corso anche in due altre località: il circuito di Aintree ha ospitato cinque edizioni della gara tra il 1955 e il 1962, mentre quello di Brands Hatch dodici edizioni, alternandosi a quello attuale di Silverstone tra il 1964 e il 1986. Nella stagione 2021 il Gran Premio divenne il primo nella storia del campionato mondiale in cui avvenne la sperimentazione di un nuovo formato del weekend di gara con il debutto della Qualifica Sprint, ridenominata in Sprint a partire dalla stagione seguente, utilizzata per stabilire la griglia di partenza del Gran Premio. La Gran Bretagna ha anche ospitato tre edizioni del soppresso Gran Premio d'Europa, nel 1983 e 1985 sul circuito di Brands Hatch e nel 1993 sul circuito di Donington Park, ed è al terzo posto generale tra i Paesi ad aver ospitato il maggior numero di Gran Premi nella storia della categoria, con 78, su tre diverse denominazioni. Nell'edizione del 1955 Juan Manuel Fangio conquistò il terzo titolo piloti. La Cooper vinse il primo titolo costruttori nel 1960, così come la Ferrari nell'edizione successiva. La vittoria del costruttore italiano nell'edizione del 1951 fu la prima vittoria nella massima categoria per la squadra di Maranello. La vittoria del 1979 è stata la prima per la Williams in un Gran Premio, mentre nella gara del 1997 la centesima nella storia del costruttore. La Vanwall fu la prima scuderia britannica a trionfare nel Gran Premio di casa, nel 1957.
Il pilota locale della Mercedes, Lewis Hamilton, è quello con il maggior numero di vittorie nel Gran Premio di Gran Bretagna, con otto successi, oltre a detenere lo stesso numero di trionfi sul circuito di Silverstone. Hamilton vinse nel 2008 con la McLaren, dal 2014 al 2017 e dal 2019 al 2021 con la scuderia tedesca. Hamilton è insieme a Jim Clark l'unico pilota ad aver vinto per quattro edizioni consecutive della gara. Egli ha conquistato il maggior numero di podi sul circuito britannico (14), e condivide con Nigel Mansell il più altro numero di giri più veloci (6). Il Gran Premio di Gran Bretagna è, insieme a quello d'Ungheria, dove Hamilton ha vinto il maggior numero di volte (8), primato condiviso con Michael Schumacher nel Gran Premio di Francia. La pista di Silverstone, insieme all'Hungaroring, è dove Hamilton ha trionfato il maggior numero di volte (8), record condiviso con Michael Schumacher sul circuito di Nevers Magny-Cours. Quattro piloti dell'attuale campionato hanno trionfato in questo appuntamento. Oltre a Hamilton, il pilota spagnolo dell'Aston Martin, Fernando Alonso, nel 2006 con l'ex scuderia denominata Renault e nel 2011 con la Ferrari, quello olandese campione del mondo della Red Bull Racing, Max Verstappen, nell'edizione precedente con la scuderia austriaca, e lo spagnolo Carlos Sainz Jr. della Ferrari nel 2022 con il costruttore di Maranello, alla prima vittoria in carriera. Il trionfo di Sainz Jr. fu ottenuto nel centocinquantesimo Gran Premio nella categoria per lo spagnolo, la seconda attesa più lunga prima di vincere una gara dopo Sergio Pérez, che vinse la prima corsa alla centonovantesima gara. Verstappen ha un ulteriore successo sul circuito di Silverstone grazie alla vittoria nel Gran Premio del 70º Anniversario 2020. Hamilton ha conquistato il maggior numero di pole position nel Gran Premio di Gran Bretagna (7). Hamilton, Alonso, Verstappen, il pilota finlandese della Sauber, Valtteri Bottas, e Sainz Jr. sono i piloti dell'attuale campionato ad essere partiti dalla posizione al palo nella gara britannica. Sainz Jr. ottenne la prima pole position in carriera in questa gara, mentre Bottas la decima. Il finlandese ha un ulteriore pole position sul circuito britannico con la partenza in prima posizione nel Gran Premio del 70º Anniversario 2020. La Ferrari detiene il maggior numero di vittorie sia in questo appuntamento (18) che sul circuito di Silverstone (15). Il pilota australiano della RB, Daniel Ricciardo, debuttò in Formula 1 in questo appuntamento con l'ex scuderia HRT, nella gara del 2011. Qualificatosi ventiquattresimo e ultimo, concluse in diciannovesima posizione. Nell'edizione 2020 prese parte alla centosettantacinquesima partenza nella categoria. Ventidue dei cinquantotto Gran Premi corsi sul circuito di Silverstone sono stati vinti dalla pole position (37,93%). La posizione più indietro dal quale è stata vinta la corsa in griglia di partenza è stata la settima con Emerson Fittipaldi nel 1975, mentre con l'attuale layout la sesta con Hamilton nel 2014. Hamilton ha condotto 352 giri sul circuito di Silverstone, più di qualsiasi altro pilota, davanti a Jim Clark con 210. Quest'ultimo ha invece condotto più giri nel Gran Premio di Gran Bretagna (365), grazie agli 80 sul circuito di Brands Hatch e ai 75 sul circuito di Aintree. Clark e Jack Brabham sono gli unici piloti ad aver trionfato nel Gran Premio britannico in tutti e tre i circuiti nel quale si è corso. La gara del 2019 segnò il duecentosettantacinquesimo Gran Premio per la Red Bull Racing. José Froilán González, Nino Farina, Peter Revson e Johnny Herbert hanno ottenuto la loro prima vittoria in carriera a Silverstone, mentre Stirling Moss, Tony Brooks e Jo Siffert in questo appuntamento. La vittoria di Brooks fu condivisa con Moss, per l'ultima volta nella storia della categoria, e la terza complessiva. L'attuale configurazione della pista, con la griglia di partenza collocata sull'Hamilton Straight, è stata utilizzata quattordici volte, con il pilota partito primo vincente sei di queste gare, e undici corse vinte da chi è partito in prima fila. Solamente dodici piloti hanno terminato la corsa a podio dopo essere partiti fuori dai primi dieci, tra i più rilevanti Onofre Marimón nel 1954, partito ventottesimo e arrivo terzo. La stessa gara ha visto sette piloti condividere il punto addizionale del giro più veloce, ognuno premiato con 0,14 punti, il riconoscimento più piccolo nella storia del campionato.
Il pilota argentino di Formula 2 per il team MP Motorsport e membro della Williams Driver Academy, Franco Colapinto, prende parte alla prima sessione di prove libere del venerdì con la scuderia britannica, al posto dello statunitense Logan Sargeant, con il numero 45. Per Colapinto si tratta del debutto ufficiale in una sessione della massima categoria. Il pilota di riserva della Ferrari e di Formula 2 per il team Prema Racing, il britannico Oliver Bearman, prende parte alla stessa sessione con la Haas, al posto del danese Kevin Magnussen, con il numero 50. Bearman ha già corso in stagione, debuttando in un Gran Premio di Formula 1, in quello d'Arabia Saudita con il numero 38, alla Ferrari al posto dello spagnolo Carlos Sainz Jr., in quanto a quest'ultimo era stata diagnosticata un'appendicite. Esso è stato anche schierato nel corso della prima sessione di prove libere del Gran Premio dell'Emilia-Romagna, al posto di Magnussen, e nel Gran Premio di Spagna, al posto del tedesco Nico Hülkenberg. Bearman firma un contratto pluriennale con il team statunitense a partire dalla stagione successiva, sostituendo Hülkenberg passato alla Sauber, e sceglie l'87 quale numero di gara. Il pilota di riserva dell'Alpine, l'australiano Jack Doohan, prende parte alla stessa sessione, al posto del francese Pierre Gasly, con il numero 61. Doohan è già stato schierato nella stessa sessione del Gran Premio del Canada, al posto dell'altro francese Esteban Ocon. Il pilota di Formula 2 per il team Campos, il francese Isack Hadjar, prende parte alla stessa sessione con la Red Bull Racing, al posto del messicano Sergio Pérez, con il numero 37. La Williams, la Haas, l'Alpine e la Red Bull Racing seguono quanto previsto nel regolamento sportivo valevole dal 2022, in cui tutte le squadre iscritte al campionato hanno l'obbligo di schierare, durante le sessioni di prove libere, almeno due piloti giovani che non abbiano corso in più di due Gran Premi, in due occasioni, uno su ciascuna vettura. La Williams e la Red Bull Racing corrono con una livrea speciale. Su quella della scuderia di Grove è presente il nome di tutti i 1 005 dipendenti, mentre il team austriaco celebra i venti anni nella categoria. L'Aston Martin nomina Andy Cowell nuovo amministratore delegato del gruppo. L'ex responsabile delle power unit Mercedes entrerà nel team di Silverstone a partire dal 1º ottobre e prenderà il posto di Martin Whitmarsh entro la fine dell’anno.
L'ex pilota di Formula 1 Enrique Bernoldi è nominato commissario aggiunto. Il brasiliano ha svolto in passato, in diverse occasioni, tale funzione, l'ultima al Gran Premio del Giappone. È la casa automobilistica britannica Aston Martin a fornire la safety car e la medical car, per l'ultima volta fornitrice delle vetture nel precedente Gran Premio d'Austria.

## Prove

### Resoconto
Nella prima sessione di prove libere Lando Norris coglie la migliore prestazione: il pilota di casa, su gomme soft, chiude con un tempo di oltre un secondo più basso rispetto al migliore della analoga sessione del 2023. La performance per la McLaren è ribadita dal terzo posto per Oscar Piastri. Tra i due si è intercalato Lance Stroll. Norris è riuscito anche a compiere una simulazione di Gran Premio, a differenza del compagno di team che ha subito un problema al servosterzo. Verstappen, quarto, ha colto il tempo su gomme hard, e si è cimentato nel test con gomme medie, per la gara. Più distanti hanno chiuso le Ferrari, che si sono maggiormente occupate di effettuare delle prove comparative. La sessione è stata anche interrotta, brevemente, per la necessità di recuperare la vettura di Tsunoda, finito in testacoda, alla curva 7.
Al termina della prima sessione di prove libere del venerdì, Isack Hadjar e Lando Norris vengono convocati dai commissari sportivi in quanto il pilota francese ha ostacolato quello britannico alla curva 2. Hadjar riceve un avvertimento formale, con la Red Bull Racing sanzionata con 20 000 euro dalla Federazione. Lance Stroll e Charles Leclerc vengono convocati in quanto il pilota canadese ha ostacolato quello monegasco alla curva 12. Stroll riceve un avvertimento formale, con l'Aston Martin sanzionata con 15 000 euro da parte della Federazione.
La McLaren ribadisce la sua superiorità, anche nella sessione pomeridiana. Norris è, ancora una volta, il migliore, con un tempo più veloce di quello che valse la pole position l'anno precedente; Piastri scala secondo, a tre decimi dal tempo del compagno di scuderia. Alle loro spalle si è classificato Sergio Pérez. Le Red Bull Racing hanno dimostrato una buona consistenza nell'uso delle gomme medie per la gara, ma inferiore a quella della McLaren. Al quarto posto è salito Nico Hülkenberg, con una vettura Haas che gode di alcune evoluzioni.
Prima della terza sessione di prove libere del sabato, sulla vettura di Alexander Albon viene installata la quarta scatola del cambio e la quarta trasmissione. Sulla vettura di Nico Hülkenberg la terza scatola del cambio e la terza trasmissione. Entrambi i piloti non sono penalizzati sulla griglia di partenza in quanto i nuovi componenti installati rientrano tra quelli utilizzabili nel numero massimo stabilito dal regolamento tecnico.
La sessione del sabato è caratterizzata dall'arrivo della pioggia, che termina prima dell'inizio, costringendo però i piloti a utilizzare gomme da bagnato intermedio. La pioggia fa la sua ricomparsa sulla pista anche prima del termine della stessa sessione, impendendo ai piloti di migliorare i tempi. Il più rapido è George Russell, che batte il compagno di scuderia Hamilton, per pochi millesimi. Alle spalle delle due Mercedes si è posizionato un altro pilota britannico, Norris. Le prove su tracciato bagnato hanno portato i piloti a compiere alcuni errori: il più grave è quello di Pierre Gasly, alla curva 16, con la sua Alpine finita nella via di fuga. La necessità di recuperare la vettura ha imposto l'interruzione temporanea delle prove.
Al termine della terza sessione di prove libere del sabato, Daniel Ricciardo viene convocato dai commissari sportivi per aver ondeggiato per tenere gli pneumatici in temperatura nella corsia dei box con altro personale delle altre squadre nelle vicinanze. Il pilota australiano della RB riceve una reprimenda legata alla guida, la prima della stagione.

### Risultati
Nella prima sessione del venerdì si è avuta questa situazione:
| Pos | Nº | Pilota        | Costruttore                  | Tempo    | Gap    | Giri |
| --- | -- | ------------- | ---------------------------- | -------- | ------ | ---- |
| 1   | 4  | Lando Norris  | McLaren-Mercedes             | 1'27"420 |        | 26   |
| 2   | 18 | Lance Stroll  | Aston Martin Aramco-Mercedes | 1'27"554 | +0"134 | 22   |
| 3   | 81 | Oscar Piastri | McLaren-Mercedes             | 1'27"631 | +0"211 | 18   |

Nella seconda sessione del venerdì si è avuta questa situazione:
| Pos | Nº | Pilota        | Costruttore                | Tempo    | Gap    | Giri |
| --- | -- | ------------- | -------------------------- | -------- | ------ | ---- |
| 1   | 4  | Lando Norris  | McLaren-Mercedes           | 1'26"549 |        | 26   |
| 2   | 81 | Oscar Piastri | McLaren-Mercedes           | 1'26"880 | +0"331 | 24   |
| 3   | 11 | Sergio Pérez  | Red Bull Racing-Honda RBPT | 1'26"983 | +0"434 | 25   |

Nella sessione del sabato si è avuta questa situazione:
| Pos | Nº | Pilota         | Costruttore      | Tempo    | Gap    | Giri |
| --- | -- | -------------- | ---------------- | -------- | ------ | ---- |
| 1   | 63 | George Russell | Mercedes         | 1'37"529 |        | 23   |
| 2   | 44 | Lewis Hamilton | Mercedes         | 1'37"564 | +0"035 | 28   |
| 3   | 4  | Lando Norris   | McLaren-Mercedes | 1'37"714 | +0"185 | 20   |

## Qualifiche

### Resoconto
La pioggia, caduta nel corso della gara di Formula 2, costringe i piloti a montare gomme da bagnato intermedio. Il primo tempo è di Esteban Ocon, battuto presto da Hamilton, in 1'37"759. Russell si pone dietro all'ex campione del mondo, a 0"041. In seguito scala in vetta Verstappen. Quarto è Leclerc, subito davanti ad Alexander Albon. Norris è secondo, mentre Piastri non fa meglio del settimo posto, comunque davanti a Sergio Pérez, staccato di otto decimi da Verstappen. Hamilton porta il limite a 1'37"134, con Russell staccato di 0"081. La pista si migliora, ma le previsioni di pioggia imminente portano i piloti a cercare subito un tempo valido, e anche a ipotizzare il passaggio alle gomme slick. Piastri torna terzo, mentre Pérez è autore di un testacoda che lo porta nella via di fuga alla curva 16. La necessità di recuperare la monoposto, che comunque proseguirà le qualifiche, induce la direzione di gara a fermare la sessione, con bandiera rossa. Questa riprende alle 16:19, mentre Lance Stroll è posto sotto indagine dai commissari, per essere entrato in pista mentre il semaforo della pit lane era rosso. Il miglioramento della pista è testimoniato da Valtteri Bottas, col tempo di 1'32"431, meglio di 4"7 rispetto a quello di Hamilton. Il tempo del finlandese è battuto da Nico Hülkenberg (1'31"929); fa anche meglio Piastri (1'30"895). Verstappen commette un piccolo errore di guida, con pista giù umida dalla pioggia, e danneggiano il fondo della sua Red Bull Racing. Le precipitazioni sono molto brevi tanto che Hamilton rimonta quarto, e Ocon nono. Migliora anche Daniel Ricciardo, mentre Leclerc è solo decimo. Russell, nel frattempo, coglie il settimo tempo; Sainz Jr. è a rischio di eliminazione, dopo che il suo tempo viene cancellato. Successivamente lo spagnolo della Ferrari risale secondo. Anche Verstappen, dietro in classifica, sale quarto. Leclerc non fa meglio del nono tempo. Anche Stroll sale secondo, prima di essere preceduto da Albon. Rimonta anche Logan Sargeant, sesto; meglio di lui fa Alonso, terzo. Hamilton, con 1'29"547, ha il miglior tempo di sessione. Russell si pone alle spalle del compagno di team. Risalgono Ricciardo e le Ferrari, così come Zhou e Tsunoda. Non accedono alla fase seguente Bottas, Magnussen, Ocon, Pérez e Gasly.
Nella seconda fase il tempo di riferimento è di Albon, non battuto dall'altro pilota della Williams, Sargeant. Solo Fernando Alonso, tra i primi piloti a scendere in pista, è capace di battere il tempo del thailandese. Hülkenberg resta a 0"066 da Alonso, mentre Yuki Tsunoda coglie il quinto tempo. Tra i piloti di vertice il migliore è Piastri (1'27"631); Leclerc e Verstappen sono, rispettivamente, sesto e quinto. In seguito tocca a Sainz Jr. scalare in vetta: 1'27"540. Norris è capace di limare il tempo del ferrarista, con 1'27"432. Risultano più lente le Mercedes: Russell è solo quindicesimo, mentre Hamilton ha abortito il suo primo giro rapido. Col secondo l'ex campione del mondo scala in terza posizione. Il suo compagno di team coglie, invece, solo il nono posto. Albon progredisce al quarto posto, Sargeant si piazza nono, mentre Stroll recupera la quinta posizione. Si migliora anche Alonso, che va al comando, con 1'27"279. Il tempo dell'asturiano non è battuto da Verstappen, ma da Sainz Jr.. A sua volta l'iberico è battuto da Oscar Piastri, con 1'26"945. Hülkenberg fa anche meglio, in 1'26"847, così come George Russell (1'26"766). Hamilton fa peggio per soli quattro millesimi, mentre Norris porta il limite a 1'26"559. Piastri è secondo, mentre Charles Leclerc è solo nono; meglio fa Sainz Jr., col quinto tempo. Verstappen, con una vettura danneggiata dall'escursione di pista della Q1, è sesto. Russell prende il secondo tempo, Stroll rimonta in decima posizione, eliminando Leclerc. Oltre al monegasco, non accedono alla fase decisiva Sargeant, Tsunoda, Zhou e Ricciardo.
Nella Q3 Max Verstappen registra 1'26"350, immediatamente preceduto da Piastri. Tocca poi a Norris prendere la pole position provvisoria (1'26"030). Carlos Sainz Jr. è quarto, davanti ad Alonso e Albon, prima che Stroll si piazzi davanti al suo compagno di scuderia. Conferma la sua rapidità Hülkenberg, col quarto tempo. Hamilton si pone secondo, mentre Russell strappa la prima posizione, con 1'26"024. Per il secondo tentativo veloce i piloti escono molto tardi, tanto da rischiare di non riuscire a chiudere il giro di lancio, entro il termine della Q3. In realtà, almeno nel primo settore, la pista sembra più lenta, e nessuno riesce a migliorare. Hülkenberg prende il quinto tempo a Verstappen, che però riscala quarto. Lewis Hamilton si piazza in vetta, con 1'25"990. Il suo crono viene battuto da Russell, mentre le McLaren non migliorano.
George Russell conquista la terza pole position in carriera, la seconda della stagione dopo quella ottenuta nel Gran Premio del Canada. Per la Mercedes è la centotrentanovesima partenza in prima posizione della storia, la seconda della stagione dopo quella in Canada proprio con Russell, e l'undicesima complessiva nel Gran Premio di Gran Bretagna, nonché la prima da quella ottenuta nell'edizione 2020 con Hamilton. L'ex campione del mondo, alla centosettantaseiesima prima fila in carriera, la prima da quella ottenuta nel Gran Premio d'Ungheria 2023, dopo un digiuno di ventidue gare, conquista l'undicesima prima fila sul circuito di Silverstone, ed eguaglia il record personale del maggior numero di prime file ottenute sui circuiti dell'Hungaroring e di Yas Marina. Norris è qualificato nelle prime tre posizioni per la quarta gara di fila. Il britannico della McLaren mantiene il proprio record personale di non essere mai stato battuto da un compagno di squadra sul circuito di Silverstone.
Con la sesta posizione di Hülkenberg, per la Haas è sia la miglior qualifica della stagione che quella di sempre sul circuito britannico. Il pilota tedesco è quello più rapido in qualifica con una vettura motorizzata Ferrari. Il compagno di scuderia Magnussen segna la sesta eliminazione consecutiva in Q1 sulla pista britannica. Stroll è qualificato davanti al compagno di squadra Alonso per la quinta volta in campionato. Albon, nono, eguaglia la migliore prestazione in qualifica dell'anno della Williams del Gran Premio di Monaco, con solo la sua seconda apparizione in Q3 nelle ultime sette gare, lo stesso numero di presenze nell'ultima fase delle qualifiche di Alonso. Il compagno di scuderia del thailandese, Sargeant, si assicura la miglior qualifica dell'anno con la dodicesima posizione. Per la seconda volta in quattro gare, Leclerc è eliminato nel corso della Q2, come nel Gran Premio del Canada. Zhou si qualifica davanti al compagno Bottas per la prima volta dal Gran Premio degli Stati Uniti d'America 2023, dopo una striscia di quindici gare. La quindicesima posizione di Ricciardo è il peggior risultato in qualifica sul circuito di Silverstone dall'edizione 2017 della gara. Con la diciottesima posizione di Ocon e la ventesima del compagno Gasly per l'Alpine è la peggior qualifica sul circuito britannico dal 1981 quando i piloti della scuderia all'epoca denominata Toleman, Derek Warwick e Brian Henton, non riuscirono a qualificarsi. Pérez è eliminato in Q1 per la terza volta in stagione e per la seconda edizione consecutiva della gara.
Russell, all'undicesima prima fila in carriera, è il quarantatreesimo pilota differente in pole position nel Gran Premio di Gran Bretagna e il trentasettesimo diverso sul circuito di Silverstone, il primo britannico da Hamilton nell'edizione del 2020, e il primo pilota alla partenza al palo alla guida della Mercedes sempre da Hamilton nella stessa edizione della gara. Russell, che si è qualificato davanti al compagno Hamilton per 10-2 in stagione, ottiene la terza pole position in carriera sia in altrettanti Gran Premi diversi che su tracciati differenti. Il costruttore tedesco segna undici pole position sia in questo appuntamento che sul circuito di Silverstone, ed eguaglia la Williams per il maggior numero di partenza in prima posizione sulla pista britannica, a una lunghezza dalla Ferrari. Una vettura motorizzata Mercedes eguaglia il record della Ferrari del maggior numero di pole position per motore nel Gran Premio di Gran Bretagna, con sedici, ed estende il record personale sulla pista britannica, con lo stesso numero. La Mercedes estende il proprio record personale con l'ottantaquattresima doppietta in qualifica, la prima da quella ottenuta nel Gran Premio di San Paolo 2022. Per la prima volta nella storia di questo Gran Premio, tre piloti britannici partono nei primi tre, e per la prima volta dal Gran Premio del Sudafrica 1968 nel quale Jim Clark, che ottenne la pole position nell'ultimo Gran Premio in carriera, Graham Hill e Jackie Stewart occuparono i primi tre posti.
Al termine delle qualifiche, Lance Stroll viene convocato dai commissari sportivi per essere uscito dalla corsia dei box mentre il semaforo era rosso, nel corso della Q1. Stroll riceve una reprimenda, la seconda della stagione. Fernando Alonso viene convocato per delle operazioni effettuate da parte dei meccanici sulla sua vettura nella fast lane, durante la Q1. Nessuna penalità viene comminata.
Sono stati cancellati undici tempi dai commissari sportivi ai piloti per non aver rispettato i limiti della pista, durante le qualifiche. Si sono visti cancellare il tempo due volte Fernando Alonso (una volta alla curva 4 e una volta alla curva 6), una volta Lando Norris (alla curva 3), Daniel Ricciardo, George Russell, Max Verstappen, Zhou Guanyu, Yuki Tsunoda, Carlos Sainz Jr., Kevin Magnussen e Alexander Albon (alla curva 9). Albon, Lance Stroll, Russell, Zhou e Hamilton non ricevono sanzioni da parte dei commissari sportivi, per non aver rispettato le istruzioni stabilite dalla direzione gara. Tutti i piloti hanno superato il tempo limite di un minuto e trentasei secondi valevole tra la seconda linea della safety car e la prima di essa. Stroll per due volte, nel corso del quattordicesimo e diciassettesimo giro in Q2, nel corso del tredicesimo giro in Q2 per il thailandese, nel corso del diciannovesimo in Q2 per i due britannici della Mercedes, e nel corso del ventunesimo in Q2 per il cinese.

### Risultati
Nella sessione di qualifica si è avuta questa situazione:
| Pos                         | Nº | Pilota           | Costruttore                  | Q1       | Q2       | Q3       | Griglia |
| --------------------------- | -- | ---------------- | ---------------------------- | -------- | -------- | -------- | ------- |
| 1                           | 63 | George Russell   | Mercedes                     | 1'30"106 | 1'26"723 | 1'25"819 | 1       |
| 2                           | 44 | Lewis Hamilton   | Mercedes                     | 1'29"547 | 1'26"770 | 1'25"990 | 2       |
| 3                           | 4  | Lando Norris     | McLaren-Mercedes             | 1'31"596 | 1'26"559 | 1'26"030 | 3       |
| 4                           | 1  | Max Verstappen   | Red Bull Racing-Honda RBPT   | 1'31"342 | 1'26"796 | 1'26"203 | 4       |
| 5                           | 81 | Oscar Piastri    | McLaren-Mercedes             | 1'30"895 | 1'26"733 | 1'26"237 | 5       |
| 6                           | 27 | Nico Hülkenberg  | Haas-Ferrari                 | 1'31"929 | 1'26"847 | 1'26"338 | 6       |
| 7                           | 55 | Carlos Sainz Jr. | Ferrari                      | 1'30"557 | 1'26"843 | 1'26"509 | 7       |
| 8                           | 18 | Lance Stroll     | Aston Martin Aramco-Mercedes | 1'31"410 | 1'26"938 | 1'26"585 | 8       |
| 9                           | 23 | Alexander Albon  | Williams-Mercedes            | 1'31"135 | 1'26"933 | 1'26"640 | 9       |
| 10                          | 14 | Fernando Alonso  | Aston Martin Aramco-Mercedes | 1'31"264 | 1'26"730 | 1'26"917 | 10      |
| 11                          | 16 | Charles Leclerc  | Ferrari                      | 1'30"496 | 1'27"097 | N.D.     | 11      |
| 12                          | 2  | Logan Sargeant   | Williams-Mercedes            | 1'31"608 | 1'27"175 | N.D.     | 12      |
| 13                          | 22 | Yuki Tsunoda     | RB-Honda RBPT                | 1'30"994 | 1'27"269 | N.D.     | 13      |
| 14                          | 24 | Zhou Guanyu      | Kick Sauber-Ferrari          | 1'31"190 | 1'27"867 | N.D.     | 14      |
| 15                          | 3  | Daniel Ricciardo | RB-Honda RBPT                | 1'31"291 | 1'27"949 | N.D.     | 15      |
| 16                          | 77 | Valtteri Bottas  | Kick Sauber-Ferrari          | 1'32"431 | N.D.     | N.D.     | 16      |
| 17                          | 20 | Kevin Magnussen  | Haas-Ferrari                 | 1'32"905 | N.D.     | N.D.     | 17      |
| 18                          | 31 | Esteban Ocon     | Alpine-Renault               | 1'34"557 | N.D.     | N.D.     | 18      |
| 19                          | 11 | Sergio Pérez     | Red Bull Racing-Honda RBPT   | 1'38"348 | N.D.     | N.D.     | PL      |
| 20                          | 10 | Pierre Gasly     | Alpine-Renault               | 1'39"804 | N.D.     | N.D.     | 19      |
| Tempo limite 107%: 1'35"815 |    |                  |                              |          |          |          |         |

In grassetto sono indicate le migliori prestazioni in Q1, Q2 e Q3.

## Gara

### Resoconto
Prima della gara, sulla vettura di Sergio Pérez viene installata la quinta unità relativa al motore a combustione interna, la terza unità relativa al sistema di recupero dell'energia e all'unità di controllo elettronico, e la sesta unità relativa all'impianto di scarico. Il pilota messicano della Red Bull Racing, qualificatosi diciannovesimo, è costretto a partire dalla pit lane in quanto i nuovi componenti installati vengono sostituiti senza l'approvazione del delegato tecnico della Federazione sotto il regime di parco chiuso.
Tranne Zhou e Ocon, che montano gomme morbide, tutti gli altri iniziano la gara con coperture a mescola media. Gasly, al termine del giro di ricognizione, è costretto al ritiro a causa di un problema al cambio. Al via George Russell mantiene il comando, seguito da Hamilton; dietro Verstappen sfrutta un tentativo di sorpasso infruttuoso di Norris su Hamilton, per prendere la terza posizione. 
In attesa dell'arrivo della pioggia, al quindicesimo giro Norris prende la posizione a Verstappen. In seguito il pilota olandese viene passato anche da Oscar Piastri. Quando inizia a cadere la pioggia la classifica viene rimescolata. Hamilton passa Russell, che viene superato anche da Norris. Al ventesimo passaggio Lando Norris supera anche Hamilton, per porsi al comando. La McLaren, con più carico aerodinamico, è più veloce sul bagnato, tanto che Piastri passa Russell, che così si ritrova quarto. Un errore di Hamilton favorisce il sorpasso per Piastri, che così porta la McLaren a controllare le prime due posizioni. Le condizioni di bagnato fanno anche avvicinare Carlos Sainz Jr. a Verstappen. 
Dopo 24 giri Norris gode di un margine di 1"6 su Piastri, 2"8 su Hamilton, 5" su Russell e 9"4 su Verstappen. L'aumento dell'intensità della pioggia costringe i piloti a montare gomme da bagnato intermedio. La McLaren, però, decide di non effettuare due pit stop in sequenza, lasciando ancora un giro in pista Piastri. L'australiano retrocede sesto. Nel frattempo Max Verstappen è scalato terzo, dietro a Norris e Hamilton, ma davanti Russell e Sainz. Il pilota della Red Bull Racing soffre di un maggiore degrado delle gomme, anche causato dal rapido asciugarsi della pista.
Al trentaquattresimo giro Russell è chiamato ai box, per il ritiro, dovuto a una perdita di acqua. Al trentottesimo giro tornano ai box i piloti, per ritornare alle gomme da asciutto. Hamilton monta gomme soft, Verstappen passa alle hard, mentre Piastri, che ha superato Sainz Jr., sceglie le medie. In seguito Norris monta le morbide. Dopo la sosta lenta per il pilota della McLaren, che è arrivato lungo alla piazzola, va al comando Hamilton. Il trio in testa composto da Hamilton, Norris e Verstappen è racchiuso in cinque secondi. Max Verstappen sembra il pilota più rapido, e riesce a ridurre il margine, di giro in giro. A cinque giri dal termine il campione del mondo supera Norris, e sembra avvicinarsi a Hamilton, senza avere, però, la possibilità d'attacco. All'ultimo passaggio Sainz Jr. coglie il giro veloce della gara.
Lewis Hamilton vince il centoquattresimo Gran Premio in carriera, il primo successo da quello ottenuto nel Gran Premio d'Arabia Saudita 2021, dopo un digiuno di cinquantasei Gran Premi e novecentoquarantacinque giorni. Per il pilota britannico della Mercedes è la prima vittoria nel Gran Premio di Gran Bretagna da quella conquistata nell'edizione 2021 della gara, e il nono trionfo complessivo in questo appuntamento. Per la scuderia tedesca è la centoventisettesima vittoria della storia, la seconda della stagione, nonché consecutiva, la prima nel Gran Premio britannico dal successo proprio di Hamilton nel 2021, e la nona complessiva in questa gara. Per Verstappen, secondo, è il centosettesimo podio in carriera, al quarto posto nella classifica di tutti i tempi, e il nono del campionato. Per Norris, terzo, è il ventesimo podio in carriera e il settimo del campionato, il secondo consecutivo nel Gran Premio di casa. La McLaren ha concluso a podio nelle ultime otto gare consecutive.
Piastri termina quarto come nell'edizione precedente della gara. L'australiano è l'unico pilota del campionato ad aver completato tutti i giri. Sainz Jr. chiude quinto segnando il giro più veloce nell'ultima tornata, e si porta a quattro punti dal compagno di squadra Leclerc in classifica generale. Il pilota monegasco, quattordicesimo, ha ottenuto punti solamente per una volta nelle ultime quattro gare dalla vittoria nel Gran Premio di Monaco. Hülkenberg, sesto, termina nei primi sei per la seconda gara consecutiva per la prima volta dai Gran Premi degli Stati Uniti d'America e del Messico della stagione 2018, alla guida dell'ex scuderia denominata Renault. La Haas si piazza nei primi sei per due gare di seguito per la prima volta dai Gran Premi di Francia e d'Austria della stessa stagione. La scuderia statunitense è a quattro punti dalla RB per il sesto posto in classifica costruttori. Stroll, settimo, si assicura il terzo piazzamento del campionato nei primi sette. Il canadese conclude davanti al compagno di scuderia Alonso per 7"008. Stroll rimane nei primi dieci in classifica generale con un punto di vantaggio su Hülkenberg. Alonso ottiene punti solamente per la seconda volta nelle ultime sei gare. L'Aston Martin riottiene punti dopo due gare. Con la nona posizione, Albon eguaglia il miglior risultato in campionato suo e della Williams del Gran Premio di Monaco. Il compagno di scuderia Sargeant segna il miglior risultato stagionale con l'undicesima posizione, ora non più ultimo in classifica piloti. Decimo, Tsunoda eguaglia il suo miglior risultato di sempre sul circuito di Silverstone dell'edizione 2021 della gara. Pérez, diciassettesimo, non ottiene punti per la terza volta in cinque gare e non sale a podio da sette Gran Premi. L'Alpine non conquista punti dopo aver terminato nei primi dieci nelle ultime quattro gare.
Hamilton, al centonovantanovesimo podio in carriera e al centocinquantesimo con la Mercedes, è il sesto vincitore diverso del campionato in dodici gare disputate, dopo soli tre vincitori totali nel campionato precedente, e il terzo di nazionalità britannica. Il pilota della Mercedes, con 39 anni e 6 mesi, è il più anziano vincitore del ventunesimo secolo, il decimo meno giovane della storia della categoria, e il meno giovane da trenta stagioni dal successo di Nigel Mansell nel Gran Premio d'Australia 1994. Egli estende il proprio record quale pilota più vittorioso nella storia del campionato mondiale, con 104 successi, lo stesso numero delle pole position ottenute in carriera. L'ex campione del mondo segna tre nuovi record: vince per la nona volta in uno stesso Gran Premio e su un singolo circuito; ottiene almeno una vittoria per la sedicesima stagione, staccando di una lunghezza Michael Schumacher; stabilisce il record di intervallo tra la prima e ultima vittoria in carriera, con 17 anni e 27 giorni. Hamilton, al dodicesimo podio consecutivo sul circuito di Silverstone, estende il record personale di podi in un singolo Gran Premio (14) e sulla stessa pista (15). La scuderia tedesca, che ottiene solamente il terzo successo dell'era a effetto suolo a partire dal 2022, pareggia il numero delle vittorie nel Gran Premio di Gran Bretagna della Williams (10), e trionfa per la nona volta sul circuito di Silverstone.
Il premio del pilota del giorno viene assegnato per la quarta volta consecutiva in stagione a un pilota britannico, l'ottava complessiva del campionato, e per la cinquantunesima volta al vincitore del Gran Premio dopo l'introduzione del riconoscimento nella stagione 2016. Hamilton è il primo pilota al di fuori di Norris e dei piloti della Ferrari a essere premiato pilota del giorno. Sainz Jr. è l'ottavo pilota differente in dodici gare disputate ad ottenere il giro più veloce in gara. È stato il terzo più veloce Gran Premio di Gran Bretagna sul tempo della distanza di gara con l'attuale configurazione della pista utilizzata dal 2010, corso alla media di 222,821 km/h, e il quarto complessivo più veloce sul circuito di Silverstone. La corsa viene vinta per la diciottesima volta sul tracciato britannico da un pilota partito in seconda posizione. Hamilton e Verstappen condividono il podio per la sessantesima volta nella storia del mondiale e per la seconda volta in campionato. Il Gran Premio non ha visto l'esposizione delle bandiere gialle, né dell'utilizzo della safety car o del regime di virtual safety car per la prima volta dal Gran Premio di Spagna. Per la ventinovesima volta il Gran Premio britannico, in settantacinque edizioni, è vinto da un pilota di casa. Verstappen, che non vince da due gare, estende il margine sul secondo in classifica generale a 84 punti. Hamilton, al trecentoquarantaquattresimo Gran Premio, è il primo pilota a vincere una corsa dopo aver preso parte a più di trecento gare nella categoria. Il poleman Russell è ritirato in due degli ultimi tre Gran Premi di Gran Bretagna. Per la prima volta dal 2012, si registra un numero così alto di vincitori diversi nei primi dodici Gran Premi di un campionato.
Sono stati cancellati dieci tempi dai commissari sportivi ai piloti per non aver rispettato i limiti della pista, durante la gara. Si sono visti cancellare il tempo due volte Alexander Albon (entrambe le volte alla curva 18), una volta Logan Sargeant (alla curva 15), Lewis Hamilton e George Russell (alla curva 2), Lando Norris (alla curva 12), Charles Leclerc (alla curva 14), Valtteri Bottas (alla curva 9), Carlos Sainz Jr. (alla curva 3) e Daniel Ricciardo (alla curva 9).

### Risultati
I risultati del Gran Premio sono i seguenti:
| Pos | Nº | Pilota           | Costruttore                  | Giri | Tempo/Ritiro    | Griglia | Punti |
| --- | -- | ---------------- | ---------------------------- | ---- | --------------- | ------- | ----- |
| 1   | 44 | Lewis Hamilton   | Mercedes                     | 52   | 1h22'27"059     | 2       | 25    |
| 2   | 1  | Max Verstappen   | Red Bull Racing-Honda RBPT   | 52   | +1"465          | 4       | 18    |
| 3   | 4  | Lando Norris     | McLaren-Mercedes             | 52   | +7"547          | 3       | 15    |
| 4   | 81 | Oscar Piastri    | McLaren-Mercedes             | 52   | +12"429         | 5       | 12    |
| 5   | 55 | Carlos Sainz Jr. | Ferrari                      | 52   | +47"318         | 7       | 11    |
| 6   | 27 | Nico Hülkenberg  | Haas-Ferrari                 | 52   | +55"722         | 6       | 8     |
| 7   | 18 | Lance Stroll     | Aston Martin Aramco-Mercedes | 52   | +56"569         | 8       | 6     |
| 8   | 14 | Fernando Alonso  | Aston Martin Aramco-Mercedes | 52   | +1'03"577       | 10      | 4     |
| 9   | 23 | Alexander Albon  | Williams-Mercedes            | 52   | +1'08"387       | 9       | 2     |
| 10  | 22 | Yuki Tsunoda     | RB-Honda RBPT                | 52   | +1'19"303       | 13      | 1     |
| 11  | 2  | Logan Sargeant   | Williams-Mercedes            | 52   | +1'28"960       | 12      |       |
| 12  | 20 | Kevin Magnussen  | Haas-Ferrari                 | 52   | +1'30"153       | 17      |       |
| 13  | 3  | Daniel Ricciardo | RB-Honda RBPT                | 51   | +1 giro         | 15      |       |
| 14  | 16 | Charles Leclerc  | Ferrari                      | 51   | +1 giro         | 11      |       |
| 15  | 77 | Valtteri Bottas  | Kick Sauber-Ferrari          | 51   | +1 giro         | 16      |       |
| 16  | 31 | Esteban Ocon     | Alpine-Renault               | 50   | +2 giri         | 18      |       |
| 17  | 11 | Sergio Pérez     | Red Bull Racing-Honda RBPT   | 50   | +2 giri         | PL      |       |
| 18  | 24 | Zhou Guanyu      | Kick Sauber-Ferrari          | 50   | +2 giri         | 14      |       |
| Rit | 63 | George Russell   | Mercedes                     | 33   | Perdita d'acqua | 1       |       |
| NP  | 10 | Pierre Gasly     | Alpine-Renault               | 0    | Cambio          | –       |       |

Carlos Sainz Jr. riceve un punto addizionale per aver segnato il giro più veloce della gara.

## Classifiche mondiali

### Piloti
| Pos | Pilota           | Punti |
| --- | ---------------- | ----- |
| 1   | Max Verstappen   | 255   |
| 2   | Lando Norris     | 171   |
| 3   | Charles Leclerc  | 150   |
| 4   | Carlos Sainz Jr. | 146   |
| 5   | Oscar Piastri    | 124   |
| 6   | Sergio Pérez     | 118   |
| 7   | George Russell   | 111   |
| 8   | Lewis Hamilton   | 110   |
| 9   | Fernando Alonso  | 45    |
| 10  | Lance Stroll     | 23    |
| 11  | Nico Hülkenberg  | 22    |
| 12  | Yuki Tsunoda     | 20    |
| 13  | Daniel Ricciardo | 11    |
| 14  | Oliver Bearman   | 6     |
| 15  | Pierre Gasly     | 6     |
| 16  | Kevin Magnussen  | 5     |
| 17  | Alexander Albon  | 4     |
| 18  | Esteban Ocon     | 3     |

### Costruttori
| Pos | Costruttore                  | Punti |
| --- | ---------------------------- | ----- |
| 1   | Red Bull Racing-Honda RBPT   | 373   |
| 2   | Ferrari                      | 302   |
| 3   | McLaren-Mercedes             | 295   |
| 4   | Mercedes                     | 221   |
| 5   | Aston Martin Aramco-Mercedes | 68    |
| 6   | RB-Honda RBPT                | 31    |
| 7   | Haas-Ferrari                 | 27    |
| 8   | Alpine-Renault               | 9     |
| 9   | Williams-Mercedes            | 4     |

## Decisioni della FIA
La Williams è stata sanzionata in due occasioni di 100 euro da parte della Federazione in quanto Alexander Albon ha superato in due occasioni il limite della velocità stabilito dentro la corsia dei box, durante la gara. La Red Bull Racing è stata sanzionata in tre occasioni di 100 euro da parte della Federazione in quanto Max Verstappen ha superato in tre occasioni il limite della velocità stabilito dentro la corsia dei box, durante la gara.